# Ardlui
Ardlui (en gaélique écossais : Àird Laoigh) est un hameau d’Argyll and Bute, dans les Highlands écossais. Il est situé à la tête du Loch Lomond. Il est sur la route A82 entre Crianlarich et Glasgow. La gare d’Ardlui est située sur la West Highland Line, entre Glasgow / gare de Queen Street et Oban ou Fort William.

## Historique
Ardlui se trouve à la limite des anciens royaumes de la Strathclyde bretonne, des Gaëls de Dál Riata et des Pictes, comme indiqué par le Clach na Bhreatuinn signifiant la « Pierre des Bretons » et d’autres noms locaux qui indiquent une frontière. Une bataille aurait eu lieu dans cette région entre les Britanniques et les Écossais de l’Ouest en l’an 717.

## Hôtel Ardlui
L’hôtel à Ardlui a été construit à l’origine par le domaine familial Colquhoun local au début des années 1800 comme un pavillon de chasse. Il est devenu un hôtel en 1886 avec des extensions ajoutées avant 1905. Un parc de vacances est situé à côté de l’hôtel

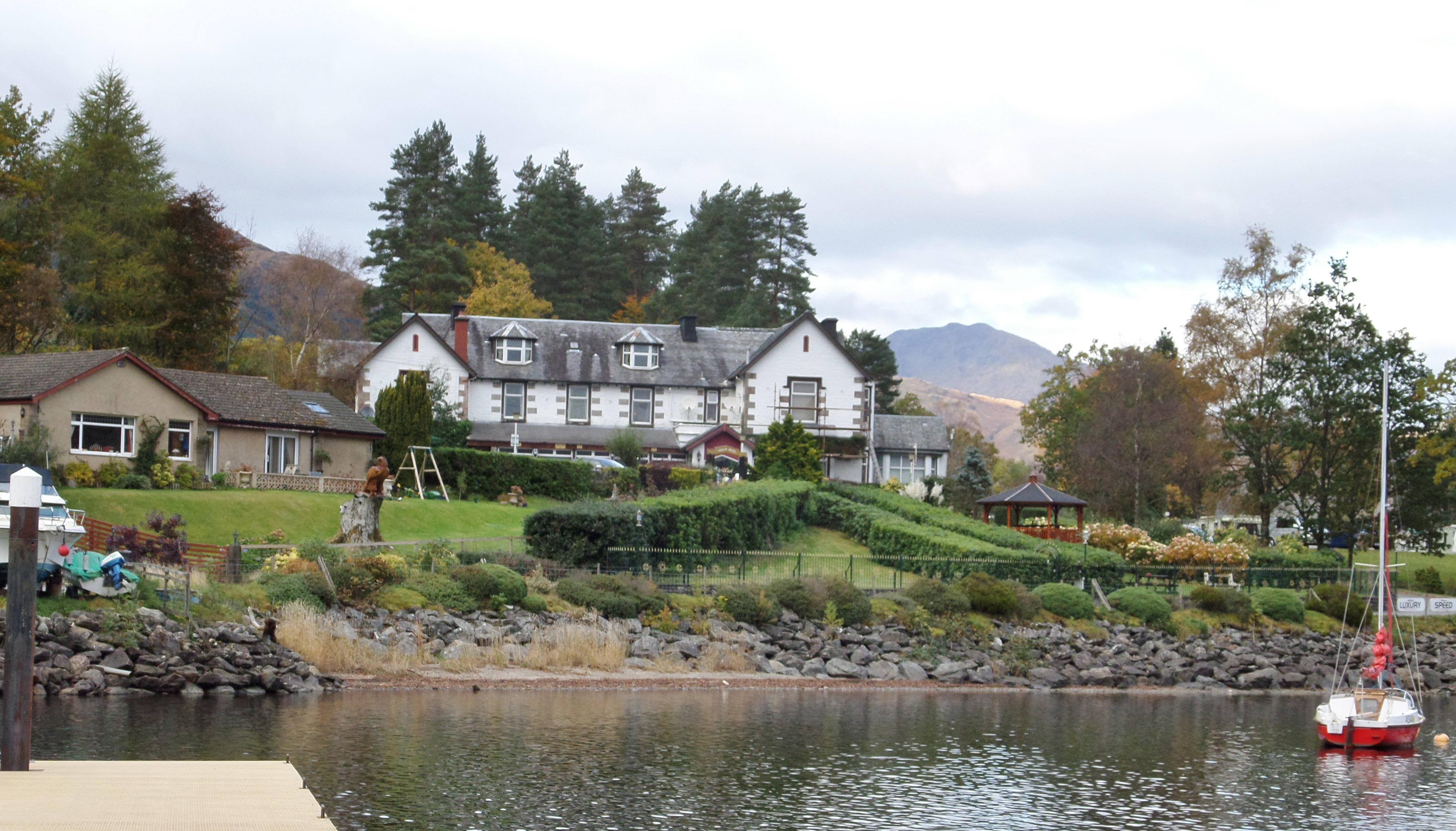
Hôtel Ardlui et parc de vacances

.

## Ferry d’Ardlui à Ardleish
L’hôtel Ardlui gère un ferry d’une capacité de douze personnes, opérant depuis le ponton de la marina d’Ardlui, qui transporte les piétons vers le West Highland Way à Ardleish Farm. Ce service fonctionne tout au long de la saison touristique pour tous les voyageurs, et seulement pour les clients de l’hôtel pour le reste de l’année. Les passagers potentiels utilisent un palan de signalisation à Ardleish pour faire signe au traversier,.

## Canal d’Inverarnan
De 1844 jusqu’au milieu des années 1860, les bateaux à vapeur ont fait escale à la jetée d’Ardlui et certains ont longé la rivière Falloch pour atteindre Inverarnan au New Garabal Landing et ce qui est aujourd’hui connu sous le nom de Drovers Inn via le canal d’Inverarnan. Les vapeurs ont également fait escale à l’Old Garabal Landing sur la rivière elle-même.